# Knapp-daneben-Effekt
Der Knapp-daneben-Effekt (im Englischen Near-Miss Effect) ist eine kognitive Verzerrung in der Psychologie.
Er beschreibt die Tendenz, in Spielsituationen die Gewinnwahrscheinlichkeit eines kommenden Durchlaufs für höher zu halten, wenn das Ziel zuvor knapp verfehlt wurde.
Die 2009 von R. L. Reid vorgenommenen neuropsychologischen Untersuchungen zeigten, dass die Gehirnaktivität von Spielsüchtigen beim knappen Verfehlen eines Gewinns der Gehirnaktivität beim Gewinnen ähnelt.
Bei Menschen, die an Spielsucht leiden, ist dieser Effekt stärker ausgeprägt als bei Gelegenheitsspielern. 